# Рыжезатылочный свистун
Рыжезатылочный свистун (лат. Aleadryas rufinucha) — вид певчих птиц отряда воробьинообразных. Птица среднего размера с тусклым оливковым оперением и рыжим пятном на затылке. Обитает в реликтовых и вторичных лесах в горах Новой Гвинеи, питается насекомыми, червями и фруктами, перемещаясь по стволу дерева как пищуховые. Строит глубокие чашеобразные гнёзда из мхов, папоротников и крупных корешков в вертикальной развилке веток, выстилая их изнутри растительными волокнами и перьями. В кладке обычно два белых яйца с чёрными и серыми пятнами. За птенцами ухаживают оба родителя.
Вид был описан Филипом Склейтером в 1874 году и выделен в монотипический род Томом Айрдейлом в 1956 году. Традиционно рыжезатылочного свистуна относили к семейству свистуновых. В начале XXI века вместе с родами Oreoica и Ornorectes он был выделен в семейство Oreoicidae, формально описанное Ричардом Шоддом и Лесли Кристидисом в 2014 году. Международный союз орнитологов выделяет три подвида.

## Описание
Птица среднего размера с длиной тела 16,5—18 см и массой — 38—42 г. Половой диморфизм отсутствует.
Голова и задняя сторона шеи серые, на затылке рыжие пятна. Оперение сверху тусклое, желтовато-оливковое. У рыжезатылочного свистуна отсутствует хохол на голове, который является важным признаком других представителей семейства. Маховые перья чёрно-коричневые, край пера желтовато-оливковый. Первостепенных маховых перьев десять. Десятое (внешнее) перо самое короткое, перья с пятого по седьмое примерно одной длины, длиннее четвёртого пера, которое в свою очередь длиннее восьмого. Кроющие перья крыла, так же как и маховые, — желтовато-оливковые. Хвост средней длины, в описании немецкого орнитолога Эрнста Хартерта — короткий, окрашен в оливково-коричневый цвет. Рулевых перьев двенадцать, они имеют острые кончики, отношение длины хвоста к длине крыла составляет 0,75—0,79. Подбородок — белый, горло — жёлтое. Центральная часть груди и брюха окрашена в цвета от белого до кремово-белого, бока — оливковые. Оперение в верхней части ног тёмно-коричневое, неоперённые ноги коричневато-серые или серые. 
Радужка глаза беловатая, охристая, желтоватая или тёмно-коричневая. Возможно, более бледный цвет встречается у взрослых самцов. Хартерт отмечал большую вариативность в цвете радужки у рыжезатылочных свистунов. Заглазничные отростки, очень длинные и округлые, направлены над височной ямкой. Клюв чёрный.
Маленькие птенцы обладают красновато-каштановым оперением, радужка глаза и клюв — тёмно-коричневые. Молодые птицы похожи на взрослых. Они более тусклые, оперение сверху и на затылке оливково-зелёное, голова серая, а оперение снизу — белое с небольшими пятнами оливкового цвета. У самца-первогодки рыжее пятно на затылке отсутствует.

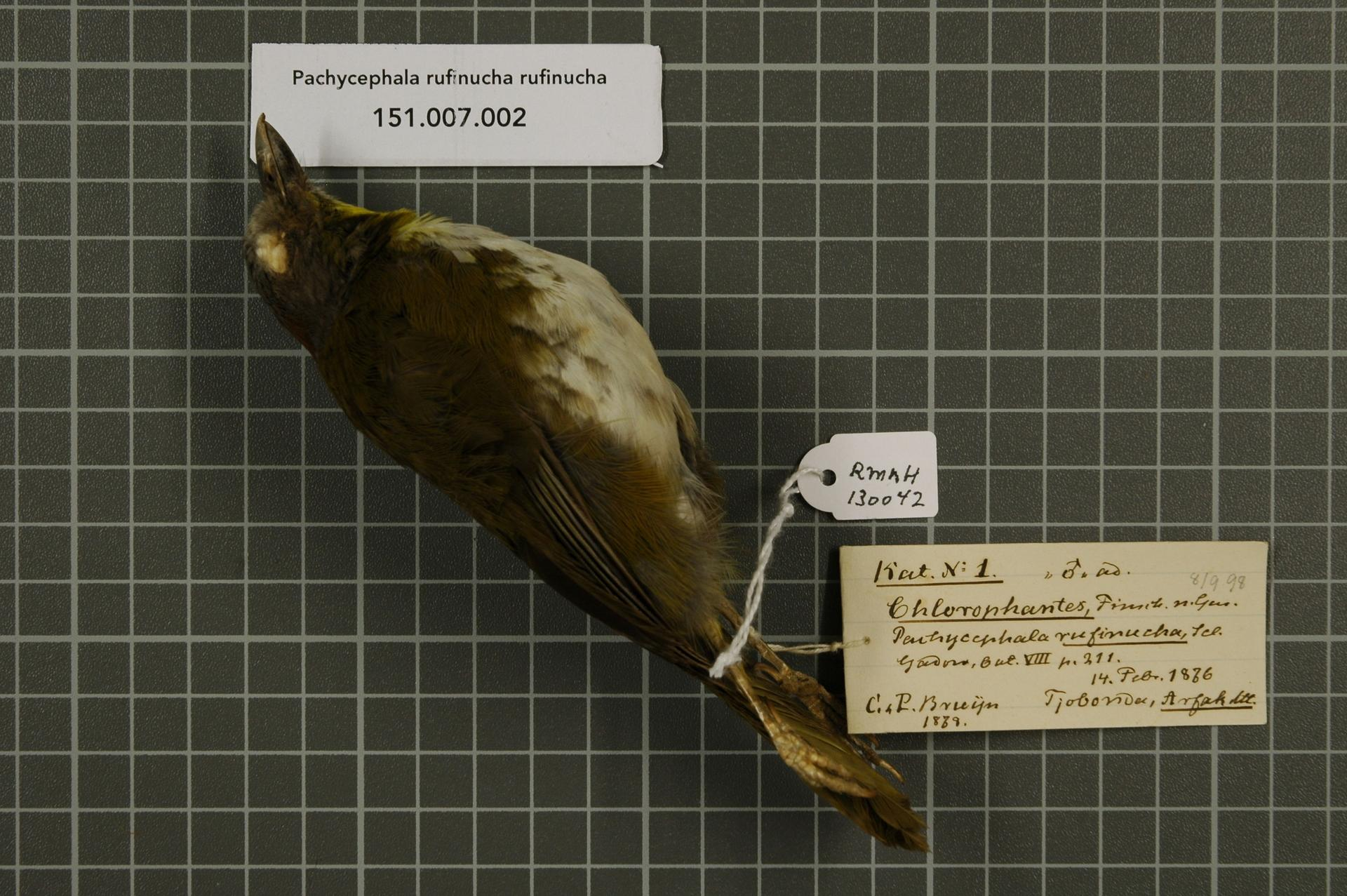
Экземпляр A. r. rufinucha из коллекции Склейтера 1874 года

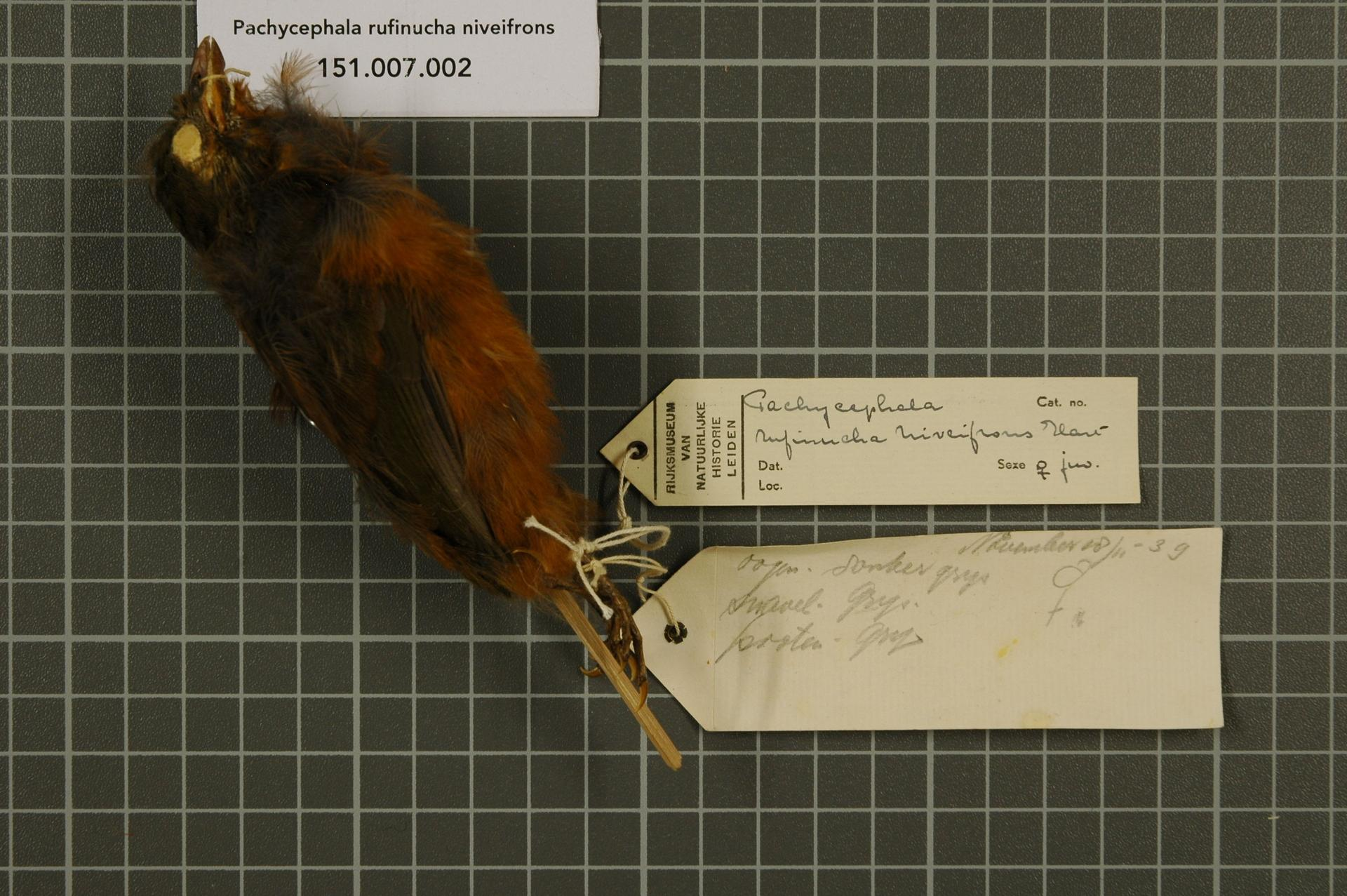
Экземпляр A. r. niveifrons из коллекции Хартерта 1930 года

Представители подвида Aleadryas rufinucha niveifrons отличаются более крупным пятном на затылке, чем у номинативного подвида Aleadryas rufinucha rufinucha, белые перья на лбу имеют тёмный центр, которого не наблюдается у представителей номинативного подвида. Оперение сверху оливково-зелёное. У представителей подвида Aleadryas rufinucha gamblei пятно в задней части головы самое маленькое среди всех подвидов, оно локализовано в верхней части головы и не распространяется на затылок. Тёмная центральная часть перьев на лбу более обширная, чем у A. r. niveifrons, оперение снизу имеет более коричневый оттенок. У подвида Aleadryas rufinucha lochmia оперение сверху темнее, а бока серые. Последних современные систематики включают в подвид A. r. gamblei.
По описанию составителей справочника птиц Новой Гвинеи Брюса Макферсона Билера и Тэйна Кастла Пратта, белое пятно на лбу у разных птиц имеет разные размеры и разную яркость, что может быть как свидетельством полового диморфизма, так и географические вариациями. Американский биолог Эрнст Майр и канадский орнитолог Остин Лумер Рэнд, опубликовавшие в 1937 году отчёт по результатам экспедиции Ричарда Арчболда, отметили, что размеры птиц, пойманных на разной высоте над уровнем моря, слегка варьируют. Аналогичное замечание сделал британский орнитолог Реджиналд Уильям Симс, описавший в 1956 году птиц из коллекции австралийского орнитолога Фреда Шоу Майера. Он отметил, что длина крыла у экземпляров номинативного подвида, пойманных в горах Хаген и на горе Гилуве, составляет 89—91 мм, хвоста — 68—70 мм, клюва — 16,5 мм (у молодой птицы — 14 мм), в то время как у птиц, пойманных на реке Утаква (англ. Utakwa River), длина крыла составляет 84—86 мм. Полученные в 1952 году экземпляры A. r. niveifrons имели длину крыла 88—94 мм у самцов и 85—92 мм у самок.
Рыжезатылочные свистуны — менее певчие птицы, чем остальные представители семейства, хотя по описанию Хартерта их вокализация схожа со свистуновыми. Основная песня представляет собой громкий чистый звонкий свист с либо чередующимися, либо монотонно повторяющимися в течение длительного промежутка времени нотами.

## Распространение
Рыжезатылочный свистун обитает на острове Новая Гвинея. Площадь ареала составляет 697 тысяч км². Встречается в реликтовых горных лесах и вторичных лесах на высоте 1200—3600 м над уровнем моря, преимущественно на высоте 1400—2600 м, по другим данным — 1750—2600 м. У подножия гор Новой Гвинеи рыжезатылочный свистун сменяется другим представителем семейства — Ornorectes. Предположительно, вид ведёт оседлый образ жизни.
Номинативный подвид A. r. rufinucha обитает на северо-западе Новой Гвинеи на полуострове Чендравасих в горах Тамрау и Арфак. Подвид A. r. niveifrons встречается на западе, севере и в центральной части Новой Гвинеи в районах от полуострова Вандаммен, гор Факфак, Вейленд (англ. Weyland Mountains) и Судирман до горы Кубор, гор Бисмарка, в частности, в горах Фоджа, Бевани, Торричелли, Адельберт. Подвид A. r. lochmia, выделяемый некоторыми учёными, — на полуострове Юон, в горах Сарувагед на северо-востоке острова. Подвид A. r. gamblei — в горах на юго-востоке острова. Рыжезатылочного свистуна, обитающего в горах Герцог, иногда предлагают выделить в подвид A. r. prasinonota. Остаётся неясной идентификация подвида в горах Торричелли и Адельберт (учёные традиционно относят птиц этого региона к подвиду A. r. niveifrons), а также в горах Факфак, в которых птиц наблюдали, но музейные экспонаты из которых отсутствуют, и в горах Фоджа. Птицы не встречаются в горах Циклоп и Кумава (англ. Kumawa Mountains).
Международный союз охраны природы относит рыжезатылочного свистуна к видам, вызывающим наименьшие опасения (LC). Птицы не являются редкими, хотя они не любят показываться на глаза, и их отметки довольно редки.

## Питание

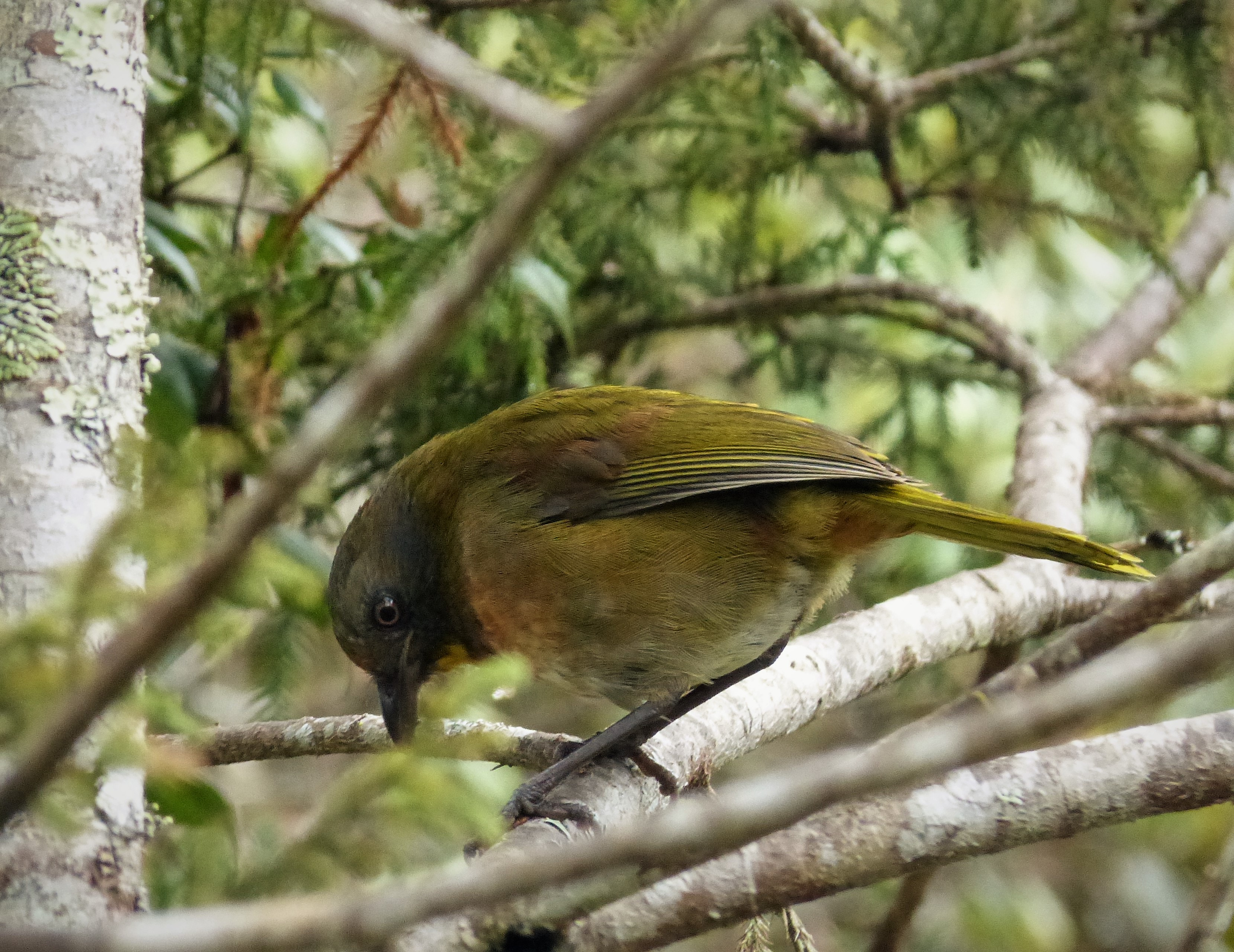
Рыжезатылочный свистун в провинции Энга

Рацион рыжезатылочного свистуна включает в себя насекомых, червей и фрукты. В некоторых районах птицы способны ловить довольно крупную добычу. В основном птицы добывают пищу в подлеске (60 %), на земле (25 %), или на нижнем ярусе леса (15 %), и только изредка — в верхнем ярусе. В 1951 году в желудках четырёх птиц были обнаружены только насекомые.
Добывая пищу, птицы ползают по стволу дерева и толстым веткам, напоминая пищуховых (Certhiidae). Билер и Пратт посчитали такое поведение одной из основных характеристик вида.

## Размножение
Особенности размножения рыжезатылочного свистуна изучены слабо. Активные гнёзда с яйцами были обнаружены в промежуток с начала июня по конец декабря, с яйцами и птенцами — в середине октября, только с птенцами — в конце сентября. Молодых птенцов за пределами гнезда наблюдали в середине июля. 17 октября 1952 года было обнаружено гнездо с яйцами, а 19 октября — другое гнездо с недавно вылупившимися птенцами. По всей видимости, сезон размножения приходится на промежутки с конца сезона засухи до начала сезона дождей и с середины сезона дождей до начала сезона засухи.
Птицы строят глубокие чашеобразные гнёзда в вертикальной развилке веток, обычно недалеко от земли (но иногда встречаются и гнёзда высоко над землёй). Основными материалами при строительстве гнезда являются мхи, папоротники и крупные корешки, изнутри гнездо выстлано растительными волокнами и перьями. Кладка состоит из двух яиц, изредка — одного. Яйца белые, с чёрными и серыми пятнами. Размеры — 28—28,9 мм на 19,5—20,4 мм. Яйца, полученные на южном склоне горы Хаген 17 октября 1952 года, имели размеры 28 на 19,5 мм и 28 на 20 мм.
При наблюдении за гнездом с птенцами в короткий промежуток времени Симс отметил, что птенцов кормят оба родителя, которые нечасто возвращаются к гнезду. Более подробная информация о размножении рыжезатылочного свистуна отсутствует.

## Систематика
Вид был описан британским зоологом Филипом Склейтером в 1874 году, автор дал ему название Pachycephala rufinucha (от лат. rufus — рыжий и лат. nucha — затылок). Ещё в 1930 году Хартерт предлагал выделить рыжезатылочного свистуна в отдельный род, возможно, вместе с Pachycephalopsis hattamensis. 
По разным источникам выделяют от трёх до пяти подвидов. Международный союз орнитологов выделяет три подвида:
- Aleadryas rufinucha rufinucha (Sclater, PL, 1874) — северо-западная часть Новой Гвинеи;
- Aleadryas rufinucha niveifrons (Hartert, 1930) — центральная часть Новой Гвинеи;
- Aleadryas rufinucha gamblei (Rothschild, 1897) — северо-восточная и юго-восточная часть Новой Гвинеи[8]. Первоначально был описан как отдельный вид Pachycephala gamblei[4]. Некоторые источники рассматривают также подвиды Aleadryas rufinucha lochmia и Aleadryas rufinucha prasinonota, которые Международный союз орнитологов относит к данному подвиду[3][4].

Род Aleadryas (от греч. alea — тепло солнца и греч. druas — дриады, лесные нимфы) был выделен австралийским зоологом Томом Айрдейлом в 1956 году, и традиционно рассматривался в составе семейства свистуновых (Pachycephalidae). Австралийские орнитологи Ричард Шодд и Лесли Кристидис обнаружили сходство очень длинных округлых заглазничных отростков, направленных над височной ямкой, у родов Oreoica и Aleadryas. Эти два рода, вместе с Ornorectes, были объединены в одно семейство nomen nudum в работе американских орнитологов Чарлза Сибли и Джона Алквиста 1985 года и в работах Джанетт Норман (Janette A. Norman) и других 2009 года. Схожее филогенетическое дерево построил американский биолог Джек Думбахер в 2008 году. Формальное описание семейства впервые появилось в работе Шодда и Кристидиса в 2014 году. В работе Норман, в которой не рассматривался род Ocnorectes, род Aleadryas считался сестринским по отношению к роду Oreoica, а в работе Джонсона была показана сестринская связь Aleadryas и Ocnorectes.